# Manel Puigbó Rocafort
Manel Puigbó Rocafort, nacido en Tarrasa el 31 de agosto de 1931, es profesor, deportista e investigador informático español, conocido por ser diseñador del Kentelec 8.

## Biografía
A partir de los años 70 Manel Puigbó diseñó una serie de equipos electrónicos enfocados principalmente a la enseñanza de la electrónica y la informática. Destaca el Kentelec 8, el primer ordenador comercial basado en microprocesador diseñado en España. También diseñó varias calculadoras digitales y analógicas, un corrector automático de exámenes y diversos equipos enfocados al estudio y análisis de circuitos.
Ha traducido diversos libros técnicos y manuales y ha sido docente en la Escuela Técnica Superior de Ingenieros Industriales de Barcelona y en la Universidad Politécnica de Cataluña. En la actualidad imparte clases de informática musical.
Como deportista fue tres veces campeón del mundo de hockey sobre patines, ganó varias copas de Europa y campeonatos de España y Cataluña. También ganó un campeonato de España de hockey sobre hielo y ha sido entrenador del F. C. Barcelona.